# Lužec nad Vltavou
Lužec nad Vltavou är en ort i Tjeckien.   Den ligger i regionen Mellersta Böhmen, i den centrala delen av landet, 26 km norr om huvudstaden Prag. Lužec nad Vltavou ligger 169 meter över havet och antalet invånare är 1 347.
Terrängen runt Lužec nad Vltavou är platt.Runt Lužec nad Vltavou är det ganska tätbefolkat, med 179 invånare per kvadratkilometer. Närmaste större samhälle är Mělník, 6,2 km nordost om Lužec nad Vltavou. Trakten runt Lužec nad Vltavou består till största delen av jordbruksmark.